# Vela nos Jogos Olímpicos de Verão de 1936 - O-Jolle
As provas da classe O-Jolle da vela nos Jogos Olímpicos de Verão de 1936 ocorreram entre 4 e 12 de agosto daquele ano no Fiorde de Kiel, na costa do Norte da Alemanha face ao mar Báltico. O programa compunha oito regatas. Para esta classe, houve 28 velejadores, em 25 barcos, de 25 nações inscritas.

## Medalhistas
Daan Kagchelland, dos Países Baixos, finalizou a competição em primeiro lugar, conquistando a medalha de ouro. A prata firmou-se com o alemão Werner Krogmann. Por fim, a medalha de bronze ficou com o britânico Peter Scott.
|  | NED Países Baixos |  | GER Alemanha    |  | GBR Grã-Bretanha |
|  | Daan Kagchelland  |  | Werner Krogmann |  | Peter Scott      |

## Resultados
Estes foram os resultados da competição:
|                   | Tripulante                                | N.º de largada | Embarcação  | Regata I | Regata I | Regata II | Regata II | Regata III | Regata III | Regata IV | Regata IV | Regata V | Regata V | Regata VI | Regata VI | Regata VII | Regata VII | Total |
| Pts.              | Tripulante                                | N.º de largada | Embarcação  | Pos.     | Pts.     | Pos.      | Pts.      | Pos.       | Pts.       | Pos.      | Pts.      | Pos.     | Pts.     | Pos.      | Pts.      | Pos.       |            | Total |
| ----------------- | ----------------------------------------- | -------------- | ----------- | -------- | -------- | --------- | --------- | ---------- | ---------- | --------- | --------- | -------- | -------- | --------- | --------- | ---------- | ---------- | ----- |
| Medalha de ouro   | NED Daan Kagchelland                      | 324            | Nürnberg    | 4        | 22       | 1         | 25        | 1          | 25         | 6         | 20        | 2        | 24       | 1         | 25        | 4          | 22         | 163   |
| Medalha de prata  | GER Werner Krogmann                       | 326            | Rostock     | 2        | 24       | 4         | 22        | 3          | 23         | 9         | 17        | 1        | 25       | 6         | 20        | 7          | 19         | 150   |
| Medalha de bronze | GBR Peter Scott                           | 325            | Potsdam     | 1        | 25       | 2         | 24        | 2          | 24         | 7         | 19        | 3        | 23       | 10        | 16        | DNF        | 0          | 131   |
| 4                 | CHI Erich Wichmann-Harbeck                | 322            | Mainz       | 3        | 23       | 8         | 18        | 4          | 22         | 23        | 3         | 6        | 20       | 7         | 19        | 1          | 25         | 130   |
| 5                 | ITA Giuseppe Fago                         | 302            | Augsburg    | 14       | 12       | 5         | 21        | DNF        | 0          | 4         | 22        | 7        | 19       | 3         | 23        | 8          | 18         | 115   |
| 6                 | FRA Jacques Lebrun                        | 319            | Leipzig     | 7        | 19       | 13        | 13        | 5          | 21         | 18        | 8         | 12       | 14       | 15        | 11        | 3          | 23         | 109   |
| 7                 | HUN Tibor Heinrich von Omorovicza         | 317            | Königsberg  | 12       | 14       | DNF       | 0         | 9          | 17         | 16        | 10        | 8        | 18       | 4         | 22        | 5          | 21         | 102   |
| 8                 | SUI Willy Pieper                          | 316            | Köln        | 13       | 13       | 19        | 7         | 13         | 13         | 8         | 18        | 14       | 12       | 5         | 21        | 11         | 15         | 99    |
| 9                 | USA Frank Jewett                          | 301            | Angerburg   | 17       | 9        | 10        | 16        | 6          | 20         | 15        | 11        | 18       | 8        | 13        | 13        | 6          | 20         | 97    |
| 10                | NOR Thor Thorvaldsen                      | 312            | Hamburg     | 16       | 10       | DSQ       | 0         | 17         | 9          | 1         | 25        | 9        | 17       | 2         | 24        | 18         | 8          | 93    |
| 11                | FIN Rene Israel Nyman                     | 305            | Bremen      | 9        | 17       | DNF       | 0         | 14         | 12         | 5         | 21        | 11       | 15       | 11        | 15        | 13         | 13         | 93    |
| 12                | DEN Sigurd Christensen                    | 315            | Kiel        | 5        | 21       | 7         | 19        | DSQ        | 0          | 20        | 6         | 10       | 16       | 8         | 18        | 14         | 12         | 92    |
| 13                | SWE Charles Eriksson e Anton Ström        | 310            | Düsseldorf  | 6        | 20       | 9         | 17        | 15         | 11         | 11        | 15        | 4        | 22       | DSQ       | 0         | 19         | 7          | 92    |
| 14                | URU Eugenio Lauz                          | 314            | Heidelberg  | 15       | 11       | 16        | 10        | 12         | 14         | 2         | 24        | 15       | 11       | 21        | 5         | 10         | 16         | 91    |
| 15                | AUT Dietz Angerer                         | 306            | Breslau     | 8        | 18       | 17        | 9         | DSQ        | 0          | 12        | 14        | 5        | 21       | DSQ       | 0         | 2          | 24         | 86    |
| 16                | CAN Reg Dixon                             | 309            | Dresden     | 11       | 15       | 14        | 12        | 11         | 15         | 3         | 23        | 24       | 2        | 19        | 7         | 16         | 10         | 84    |
| 17                | EST Erik Johannes Holst                   | 304            | Brandenburg | DNF      | 0        | 6         | 20        | 7          | 19         | 21        | 5         | 13       | 13       | 9         | 17        | 22         | 4          | 78    |
| 18                | POL Leon Jensz e Jerzy Dzięcioł           | 321            | Magdeburg   | 18       | 8        | 3         | 23        | 18         | 8          | 13        | 13        | 19       | 7        | 20        | 6         | 20         | 6          | 71    |
| 19                | YUG Karlo Bauman                          | 318            | Konstanz    | 19       | 7        | 15        | 11        | 8          | 18         | DNF       | 0         | 16       | 10       | 16        | 10        | 17         | 9          | 65    |
| 20                | TUR Demir Turgut                          | 307            | Cuxhaven    | 20       | 6        | DNF       | 0         | 19         | 7          | 10        | 16        | 23       | 3        | 12        | 14        | 9          | 17         | 63    |
| 21                | POR Ernest Vieira de Mendonça             | 313            | Hannover    | 10       | 16       | 20        | 6         | 10         | 16         | 19        | 7         | 20       | 6        | DNF       | 0         | 15         | 11         | 62    |
| 22                | JPN Norio Fujimura                        | 311            | Essen       | 22       | 4        | 11        | 15        | 16         | 10         | 22        | 4         | 21       | 5        | 14        | 12        | 21         | 5          | 55    |
| 23                | BEL Albert van den Abeele                 | 308            | Danzig      | DNF      | 0        | 18        | 8         | 20         | 6          | 17        | 9         | 17       | 9        | 18        | 8         | 12         | 14         | 54    |
| 24                | BRA Walter Heuer                          | 320            | Lübeck      | 21       | 5        | 21        | 5         | 22         | 4          | 14        | 12        | 25       | 1        | 17        | 9         | 23         | 3          | 39    |
| 25                | TCH Vítězslav Pavlousek e Miloslav Brepta | 323            | München     | DSQ      | 0        | 12        | 14        | 21         | 5          | 24        | 2         | 22       | 4        | 22        | 4         | 24         | 2          | 31    |

### Classificação diária

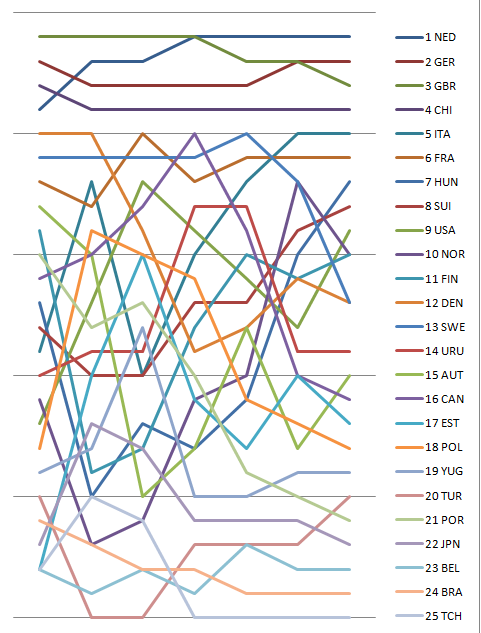
Gráfico mostrando a classificação diária na classe.